# Nablus Public Library
La Nablus Public Library (مكتبة بلدية نابلس العامة) è la biblioteca più antica e più grande della Cisgiordania ed è stata fondata nel 1960 presso Nablus con il sostegno di re Hussein di Giordania. La biblioteca contiene circa 80000 tomi fra libri e manoscritti, fra cui molti importanti e di valore riguardanti storia, geografia, religione, scienza, medicina, economia ed altri.